# Mugil platanus
Mugil platanus és un peix teleosti de la família dels mugílids i de l'ordre dels perciformes.

## Morfologia
Pot arribar als 100 cm de llargària total.

## Distribució geogràfica
Es troba a les costes del sud-oest de l'Atlàntic (des de Rio de Janeiro, el Brasil, fins a l'Argentina).